# Andrej Skabiejka
Andrej Skabiejka (ur. 11 czerwca 1995) – białoruski lekkoatleta specjalizujący się w skoku wzwyż.
W 2013 został w Rieti został wicemistrzem Europy juniorów. 
Rekordy życiowe: stadion – 2,26 (31 maja 2014, Brześć); hala – 2,26 (3 lutego 2018, Homel oraz 17 lutego 2018, Mohylew).

## Osiągnięcia
| Rok  | Impreza                        | Miejsce   | Pozycja           | Wynik |
| ---- | ------------------------------ | --------- | ----------------- | ----- |
| 2013 | Mistrzostwa Europy juniorów    | Rieti     | 2. miejsce        | 2,18  |
| 2014 | Mistrzostwa świata juniorów    | Eugene    | 11. miejsce       | 2,10  |
| 2015 | Młodzieżowe mistrzostwa Europy | Tallinn   | el. – 13. miejsce | 2,15  |
| 2017 | Młodzieżowe mistrzostwa Europy | Bydgoszcz | 7. miejsce        | 2,19  |
| 2018 | Mistrzostwa Europy             | Berlin    | el. – 26. miejsce | 2,11  |
| 2019 | Halowe mistrzostwa Europy      | Glasgow   | el. – 12. miejsce | 2,21  |